# Un train pour Petrograd
Pour plus de détails, voir Fiche technique et Distribution.
Un train pour Petrograd (Il treno di Lenin) est un téléfilm réalisé par Damiano Damiani, sorti en 1988.

## Synopsis
En 1917, Lénine, réfugié en Suisse près de Genève avec sa femme Nadedja Kroupskaïa, est approché par des intermédiaires de l'Allemagne pour rentrer en Russie, alors gouvernée par Kerenski.
Le gouvernement Kerenski est en effet favorable à la poursuite de la guerre, alors que Lénine veut y mettre un terme le plus tôt possible, ce qui intéresse l'État-major allemand.
L'opération est délicate car il faut notamment faire traverser en grand secret l'Allemagne impériale, en guerre avec la Russie, à un convoi spécial de révolutionnaires russes.
Un entremetteur douteux, à la fois révolutionnaire et affairiste, richissime et récemment naturalisé allemand (Alexandre Parvus), qui a initié l’entreprise, ne ménage pas sa peine, en vain car jamais Lénine ne consentira ne serait-ce qu’à le rencontrer, déléguant cette basse besogne à un de ses collaborateurs (le révolutionnaire austro-allemand Karl Radek).
Lénine cherche d'abord à être entouré dans ce voyage d'un maximum de révolutionnaires de toutes tendances (mencheviks et anarchistes), qui se dérobent. En revanche son ex-maîtresse, Inessa Armand, le rejoint, dans l'espoir de poursuivre le voyage jusqu'à Moscou, pour y retrouver ses enfants, et aussi pour le revoir.
Finalement, Lénine réussit à rassembler une trentaine de personnes, dont Gregori Zinoviev et Karl Radek.
Le voyage commence. Le petit groupe est accompagné par deux officiers allemands : un colonel, qui comprend parfaitement l'aspect stratégique de la mission qui lui est confiée, et un jeune capitaine, nationaliste et exalté, qui manquera à plusieurs reprises de faire capoter l'opération. Lénine et son entourage n’ont aucun contact avec les deux officiers allemands qui encadrent leur convoi, si ce n’est par l’intermédiaire de Fritz Platten,  un socialiste suisse qui les accompagne. Un trait marqué à la craie sur le sol du wagon par le colonel allemand assigne aux révolutionnaires russes la limite physique de l’extraterritorialité qui leur est accordée.
Dès le départ, des difficultés surviennent : les douaniers suisses empêchent le petit groupe d'emmener des provisions, qui leur manqueront cruellement pendant la traversée de l'Allemagne, où la disette règne. Lors d'un arrêt en Allemagne, Radek s’arroge le droit de haranguer au nom de Lénine des travailleurs allemands depuis une fenêtre du wagon, ce qui manque de faire échouer l'opération. S’ensuit un huis clos orageux présidé par Lénine, qui met en lumière les querelles de personnes entre certains membres du groupe, notamment entre Zinoviev et Radek. A Berlin, il s'en faut de peu que le jeune capitaine allemand - qui projette un moment de tuer Lénine - ne fasse tout capoter par l'intermédiaire de sa fiancée, qui a des relations au ministère de la guerre. Enfin, durant le voyage Lénine est sujet à des malaises.
Lors d’un ultime arrêt avant de quitter l’Allemagne, Lénine, qui n’a jusqu’alors consenti à rencontrer personne extérieur au groupe, descend du train pour avoir un long entretien dans une voiture avec des plénipotentiaires allemands. Il s’agit pour lui d’obtenir que les fonds qui doivent lui être remis par l’entremise d’Alexandre Parvus – dont il ne veut pas entendre parler – lui soient donnés directement, concession qu’il parvient à arracher. Plus tard, à Stockholm, alors qu’il s’attend à rencontrer enfin un Lénine redevable et reconnaissant, Parvus apprendra de la bouche de Radek qu’il a été joué, ce qui le mettra dans une violente colère.
Finalement, le convoi parvient enfin à quitter l'Allemagne. La délicate mission des deux officiers allemands se termine. Le jeune capitaine, toujours aussi exalté, et de surcroît en proie à une déception amoureuse (il a compris, au cours de sa brève escale à Berlin, que sa fiancée le trompait), ira se faire tuer au cours d’une énième « charge héroïque » sur le front français.
Après une courte traversée en bateau, le groupe réussit à rejoindre la Suède. Sur le bateau, Lénine s’informe et apprend que l’armée russe, en dépit d’une discipline de fer (une scène montre une exécution de masse de déserteurs), subit de nombreuses défections.
Enfin, ils atteignent la Finlande (alors russe) avant de redescendre vers la sud jusqu'à Petrograd. Arrivés en Russie, un ultime incident intervient : un officier de cavalerie russe veut stopper le train pour arrêter Lénine, qui retourne la situation grâce à une courte harangue depuis la fenêtre de son wagon. Là, après ces six jours de voyage mémorables, Lénine ne sait pas s'il va être acclamé ou fusillé à la descente du train. Mais une foule en liesse, drapeaux rouges en tête, lui fait honneur. Inessa Armand, à qui Lénine a fini par confier qu'il entendait rester avec sa femme, s’éclipse discrètement pour rejoindre un train en partance pour Moscou…

## Fiche technique
- Titre : Un train pour Petrograd
- Titre original : Il treno di Lenin
- Réalisation : Damiano Damiani
- Scénario : Damiano Damiani, Enzo Bettiza, Dario Staffa, Jean-Marie Drot et Fulvio Gicca Palli d'après le livre de Michael Pearson
- Photographie : Sebastiano Celeste
- Musique : Nicola Piovani
- Pays d'origine : Italie - Allemagne - France - Espagne - Autriche
- Format : Couleurs - 1,33:1 - Mono
- Genre : historique, drame et guerre
- Durée : 198 minutes
- Date de sortie : 1988

## Distribution
- Ben Kingsley : Vladimir Ilitch Lénine
- Leslie Caron : Nadejda Kroupskaïa
- Dominique Sanda : Inès Armand
- Timothy West : Alexandre Parvus
- Jason Connery : David
- Paolo Bonacelli : Grigori Zinoviev
- Mattia Sbragia : Furstenberg
- Günther Maria Halmer : Von Planetz
- Henning Schlüter : un général
- Amadeus August